# Ilija Mirčev
Ilija Georgiev Mirčev (in bulgaro Илия Георгиев Мирчев?; Sofia, 1º febbraio 1934 – 5 agosto 2007) è stato un cestista bulgaro.

## Carriera
Con la Bulgaria ha disputato due edizioni dei Giochi olimpici (Melbourne 1956, Roma 1960), i Campionati mondiali del 1959 e sei edizioni dei Campionati europei (1953, 1955, 1957, 1959, 1961, 1963).